# 29 août
Pour les articles homonymes, voir Vingt-Neuf-Août.
29 juillet 29 septembre
Chronologies thématiques
- Croisades
- Ferroviaires
- Sports
- Disney
- Anarchisme
- Catholicisme

Abréviations / Voir aussi
- (° 1852) = né en 1852
- († 1885) = mort en 1885
- a.s. = calendrier julien
- n.s. = calendrier grégorien
- Calendrier
- Calendrier perpétuel
- Liste de calendriers
- Naissances du jour

Le 29 août ou 29 aout est le 241e jour de l'année du calendrier grégorien, 242e lorsqu'elle est bissextile, il en reste ensuite 124.
C'était généralement le 12 fructidor du calendrier républicain ou révolutionnaire français, officiellement dénommé jour du fenouil.

## Événements

### VIIIesiècle
- 708 : la première monnaie officielle japonaise Wadōkaichin est fabriquée.

### XIVesiècle
- 1315 : victoire de la république de Pise sur la république de Florence et le royaume de Naples, à la bataille de Montecatini.
- 1350 : bataille de L'Espagnols sur Mer (guerre de Cent Ans), victoire des Anglais sur les Espagnols.

### XVesiècle
- 1450 : traité de Bergen, entre le Danemark et la Norvège.
- 1475 : traité de Picquigny, mettant officiellement fin à la guerre de Cent Ans.

### XVIesiècle
- 1526 : première bataille de Mohács, victoire des Ottomans de Soliman le Magnifique sur les Hongrois de Louis II de Hongrie.
- 1533 : exécution de l'Inca Atahualpa, fin de l'empire Inca.

### XVIIesiècle
- 1622 : bataille de Fleurus, pendant la guerre de Trente Ans.
- 1660 : Charles II d'Angleterre rentre à Londres.

### XVIIIesiècle
- 1756 : début de la guerre de Sept Ans.
- 1778 : bataille de Rhode Island, pendant la guerre d'indépendance américaine.
- 1786 : tremblement de terre en Haïti.

### XIXesiècle
- 1805 : naissance de la Grande Armée napoléonienne.
- 1825 : traité de Rio de Janeiro, reconnaissant l'indépendance du Brésil.
- 1842 : traité de Nankin, mettant fin à la première guerre de l'opium.
- 1862 : bataille de l'Aspromonte (guerres du Risorgimento), victoire des royalistes italiens.

### XXesiècle
- 1910 : le traité d'annexion de la Corée devient effectif.
- 1930 : évacuation des habitants de Saint-Kilda (Ecosse).
- 1943 : sabordage de la flotte danoise, à Copenhague (Seconde Guerre mondiale).
- 1944 : 
  - début du soulèvement national slovaque, pendant la Seconde Guerre mondiale.
  - Arrêt des opérations offensives soviétiques en Pologne et en province de Prusse-Orientale
- 1946 : résolution no 8 du Conseil de sécurité des Nations unies, sur l'admission de nouveaux membres à l'O.N.U.
- 1949 : premier essai de la bombe A soviétique.

### XXIesiècle
- 2005 : l'ouragan Katrina atteint les côtes de la Louisiane, à proximité de La Nouvelle-Orléans.
- 2011 : résolution no 2003 du Conseil de sécurité des Nations unies (rapports du secrétaire général sur le Soudan).
- 2016 : le cessez-le-feu entre les F.A.R.C. et la Colombie entre en vigueur.
- 2019 : au Yémen, Aden est à nouveau reconquise par les séparatistes du Conseil de transition du Sud[2].

## Art, culture et religion
- 1261 : élection du pape Urbain IV (Jacques Pantaléon, de son vrai nom).
- 1484 : élection du pape Innocent VIII (Giovanni Battista Cybo, de son vrai nom).
- 1966 : dernier concert des Beatles, au Candlestick Park de San Francisco.

## Sciences et techniques
- 1831 : Michael Faraday invente la dynamo[3].
- 1885 : Gottlieb Daimler dépose un brevet sur la première motocyclette, la Daimler Reitwagen.
- 1982 : l'élément chimique 109, le meitnérium, est synthétisé pour la première fois à Darmstadt en Allemagne.
- 2022 : Décollage reporté de la fusée Space Launch System qui devait décoller à 14h33 (heure française) en direction de la Lune.

## Économie et société
- 1907 : le pont de Québec s'effondre durant sa construction : 75 morts.
- 1997 : fondation de Netflix.
- 2016 : un attentat à Aden, au Yémen, tue 71 personnes.

## Naissances

### XVesiècle
- 1434 : Janus Pannonius, humaniste croato-hongrois († 27 mars 1472).

### XVIIesiècle
- 1619 : Jean-Baptiste Colbert, homme d'État français, ministre de Louis XIV († 6 septembre 1683).
- 1632 : John Locke, philosophe britannique († 28 octobre 1704).

### XVIIIesiècle
- 1709 : Jean-Baptiste Gresset, poète et dramaturge français († 16 juin 1777).
- 1755 : Jean-Henri Dombrowski, militaire polonais († 6 juillet 1818)
- 1763 : Francisco José de Lacerda e Almeida, mathématicien, géodésien, astronome et explorateur portugais († 18 octobre 1798)
- 1773 : Aimé Bonpland, botaniste français († 11 mai 1858).
- 1780 : Jean-Auguste-Dominique Ingres, peintre français († 14 janvier 1867).
- 1794 : Léon Cogniet, peintre et lithographe français († 20 novembre 1880).

### XIXesiècle
- 1809 : Oliver Wendell Holmes, écrivain et physicien américain († 8 octobre 1894).
- 1821 : Gabriel de Mortillet, archéologue et anthropologue français († 25 septembre 1898).
- 1862 : Maurice Maeterlinck, écrivain belge, prix Nobel de littérature 1911 († 5 mai 1949).
- 1871 : Albert Lebrun, homme politique français, 15e président de la République française, en fonction de 1932 à 1940 († 6 mars 1950).
- 1881 : Valery Larbaud, écrivain français († 2 février 1957).
- 1888 : Marquis Robert de Wavrin, ethnologue-explorateur, pionnier du cinéma belge († 29 juin 1971).
- 1892 : Alexandre Koyré, philosophe et historien des sciences français d'origine russe († 28 avril 1964).
- 1898 : Preston Sturges, réalisateur et scénariste américain († 6 août 1959).
- 1899 : George Macready, acteur américain († 2 juillet 1973).

### XXesiècle
- 1901 : Aurèle Joliat, hockeyeur professionnel canadien († 2 juin 1986).
- 1902 : Frère Jérôme (Joseph Ulric-Aimé Paradis dit), religieux, peintre et pédagogue québécois († 30 avril 1994).
- 1905 : Dhyan Chand, joueur de hockey sur gazon indien, triple champion olympique († 3 décembre 1979).
- 1908 : Robert Merle, écrivain français lauréat d'un prix Goncourt († 27 mars 2004).
- 1910 : Georges Loinger, résistant français († 28 décembre 2018).
- 1911 : Pierre-Paul Ulmer, résistant français et compagnon de la libération († 3 juin 1953).
- 1912 : Barry Sullivan, acteur américain († 6 juin 1994).
- 1913 : Marcel Gamache, scénariste et acteur québécois († 10 mai 1995).
- 1915 : 
  - Ingrid Bergman, actrice suédoise († 29 août 1982).
  - Jean Malrieu, poète français († 25 avril 1976).
- 1916 : George Montgomery, acteur américain († 12 décembre 2000).
- 1917 : Isabel Sanford, actrice américaine († 9 juillet 2004).
- 1919 : Francis Schewetta, athlète français, spécialiste du 400 m († 8 octobre 2007).
- 1920 : 
  - Kazimierz Otap, soldat polonais († 26 février 2006).
  - Charlie Parker, musicien américain († 12 mars 1955).
- 1921 : 
  - Iris Apfel (Iris Barrel dite), entrepreneuse, architecte d’intérieur et icône américaine de mode.
  - Dorothy Mary Donaldson, première femme à occuper le poste de Lord-maire de Londres († 4 octobre 2003).
- 1923 : Richard Attenborough, réalisateur britannique († 24 août 2014).
- 1924 :
  - Guy Deplus, clarinettiste français († 14 janvier 2020).
  - Dinah Washington (Ruth Lee Jones dite), chanteuse américaine († 14 décembre 1963).
- 1926 : Jacques Limouzy, homme politique français († 7 novembre 2021).
- 1928 : Charles Gray, acteur britannique († 7 mars 2000).
- 1930 : Jacques Bouchard, publicitaire québécois († 29 mai 2006).
- 1931 : 
  - Lise Payette, femme politique, femme de lettres, de télévision et de radio canadienne († 5 septembre 2018).
  - Bernard Rancillac, artiste plasticien, artiste-peintre et sculpteur français et parisien († 29 novembre 2021).
- 1935 : William Friedkin, réalisateur, scénariste et producteur américain.
- 1936 : 
  - John McCain homme politique et militaire américain, sénateur de l'Arizona, candidat à l'élection présidentielle face à Barack Obama en 2008, opposant républicain à D. Trump († 25 août 2018).
  - Régis Ploton, homme politique français († 2 février 1998).
- 1938 : Elliott Gould, acteur et producteur américain.
- 1939 : Joel Schumacher, réalisateur, producteur, scénariste, costumier et acteur américain († 22 juin 2020).
- 1940 : Wim Ruska, judoka néerlandais, double champion olympique († 14 février 2015).
- 1944 : Michel Girouard, journaliste, chroniqueur et animateur québécois.
- 1945 :
  - Jean Ragnotti, pilote de course français.
  - Alain Richard, homme politique français, ministre de la Défense de 1997 à 2002.
  - Wyomia Tyus, athlète américaine spécialiste du sprint, triple championne olympique.
- 1946 : Bob Beamon, athlète américain.
- 1947 :
  - Temple Grandin, femme autiste américaine.
  - James Hunt, pilote de Formule 1 anglais († 15 juin 1993).
- 1948 : Charles David Walker, astronaute américain.
- 1949 :
  - Igor Bogdanoff, présentateur et producteur de télévision français avec son frère jumeau Grichka († 3 janvier 2022).
  - Grichka Bogdanoff, présentateur et producteur de télévision français avec son frère jumeau Igor († 28 décembre 2021).
- 1952 : Falk Hoffmann, plongeur est-allemand, champion olympique.
- 1955 :
  - Frank Hoste, cycliste sur route belge.
  - Michael Robison, réalisateur et monteur canadien.
- 1956 : GG Allin (Jesus Christ Allin dit), chanteur américain († 28 juin 1993).
- 1957 : 
  - Grzegorz Ciechowski, chanteur et compositeur polonais († 22 décembre 2001).
  - Severino Bottero, entraîneur de ski italien († 2 janvier 2006).
- 1958 : Michael Jackson, chanteur et danseur américain († 25 juin 2009).
- 1959 :
  - Rebecca De Mornay, actrice américaine.
  - Enzo Enzo (Körin Ternovtzeff dite), auteure-compositrice-interprète française.
  - Chris Austin Hadfield, astronaute canadien.
- 1960 : Pascale Rocard, actrice française.
- 1961 : Armando Martínez, boxeur cubain, champion olympique.
- 1962 : Armand Éloi, acteur belge.
- 1965 : Marina Tkatchenko, joueuse de basket-ball ukrainienne, championne olympique.
- 1967 : Jiří Růžek, photographe tchèque.
- 1971 : Carla Gugino, actrice américaine.
- 1972 : Bae Yong-jun (배용준), acteur sud-coréen.
- 1973 :
  - Olivier Jacque, pilote de moto de course français.
  - Fleur Pellerin, femme politique française, plusieurs fois ministre.
  - Víctor Puerto (Víctor Sánchez Cerdá dit), matador espagnol.
  - Thomas Tuchel, entraîneur de football allemand.
- 1974 : Moos (Mustapha El Alami dit), chanteur français.
- 1975 : Kyle Cook (en), guitariste et chanteur américain du groupe Matchbox 20.
- 1977 : 
  - Devean George, basketteur américain.
  - Roy Oswalt, joueur de baseball américain, champion olympique en 2000.
- 1978 : 
  - Jérémie Elkaïm, acteur, scénariste et réalisateur français.
  - Celestine Babayaro, footballeur nigérian, champion olympique.
- 1979 : Youssoupha (Youssoupha Mabiki Zola dit Youss, entre autres surnoms), rappeur franco-congolais et ivoirien.
- 1980 :
  - David Desrosiers, musicien canadien, bassiste du groupe Simple Plan.
  - Perdita Felicien, athlète de haies canadienne.
  - Corina Ungureanu, gymnaste roumaine.
- 1981 :
  - Émilie Dequenne, actrice belge († 16 mars 2025).
  - Hugues Duboscq, nageur de brasse français.
  - Geneviève Jeanson, cycliste québécoise.
- 1982 :
  - Pero Antić, basketteur macédonien.
  - Carlos Delfino, basketteur argentin.
  - Yakhouba Diawara, basketteur français.
  - Vincent Enyeama, footballeur nigérian.
  - Kyan Khojandi, acteur et humoriste français.
  - Michael Phillips, joueur de rugby gallois.
- 1984 :
  - Ikram Mahjar, taekwondoïste tunisienne.
  - Helge Meeuw, nageur allemand.
- 1986 : Lea Michele, actrice et chanteuse américaine.
- 1987 : Terry Bouhraoua, joueur de rugby à XV et de rugby à sept français.
- 1990 :
  - Nicole Anderson, actrice américaine.
  - Youssouf M'Changama, footballeur franco-comorien.
- 1991 : Damien Piqueras, rameur français.
- 1993 : Liam Payne, chanteur britannique.
- 2000 : Hélène Raguénès, céiste française.

## Décès

### IXesiècle
- 886 : Basile Ier, empereur byzantin de 867 à 886 (° 811).

### XIesiècle
- 1093 : Hugues Ier, duc de Bourgogne (° 1057).

### XVesiècle
- 1499 : Alesso Baldovinetti, peintre italien (° 14 octobre 1627).

### XVIesiècle
- 1533 : Atahualpa, empereur inca, régnant de 1532 à 1533 (° 1502).

### XVIIIesiècle
- 1712 : Gregory King, généalogiste et statisticien britannique (° 15 décembre 1648).
- 1780 : Jacques-Germain Soufflot, architecte français (° 22 juillet 1713).
- 1799 : Pie VI (Giannangelo Braschi dit), 250e pape, en fonction de 1775 à 1799 (° 25 décembre 1717).

### XIXesiècle
- 1886 : 
  - Elena d'Angri Vitturi, chanteuse italienne (° 14 mai 1821 ou 1824).
  - Henry Lennox, homme politique britannique (° 2 novembre 1821).

### XXesiècle
- 1905 : Jean-Marie Déguignet, écrivain français (° 19 juillet 1834).
- 1920 : Léon Adolphe Amette, prélat français (° 6 septembre 1850).
- 1922 : Georges Sorel, philosophe et sociologue français (° 2 novembre 1847).
- 1935 : Astrid de Suède, reine des Belges, épouse du roi Léopold III (° 17 novembre 1905).
- 1938 : 
  - Joseph Bédier, historien français (° 28 janvier 1864).
  - Béla Kun, homme politique hongrois (° 20 février 1886).
- 1946 : Shōshō Chino /茅野 蕭々 (Chino Gitarō / 茅野 儀太郎 dit), germaniste et traducteur japonais (° 18 mars 1883).
- 1947 : « Manolete » (Manuel Laureano Rodríguez Sánchez dit), matador espagnol (° 4 juillet 1917).
- 1953 : Mary Ann Hutton, écrivaine de langue irlandaise (° 1862).
- 1960 : Vicki Baum, écrivaine autrichienne naturalisée américaine (° 24 janvier 1888).
- 1963 : John Hein, lutteur américain (° 27 janvier 1886).
- 1966 : Sayyid Qutb (سيد قطب), théologien égyptien (° 9 octobre 1906).
- 1967 : Charles Darrow, inventeur américain du jeu de Monopoly (° 10 août 1889).
- 1975 : Éamon de Valera, homme politique irlandais, président de la République de 1959 à 1973 (° 14 octobre 1882).
- 1976 : Jimmy Reed (Mathis James Reed dit), chanteur, guitariste et harmoniciste de blues américain (° 6 septembre 1925).
- 1979 : Mary Marquet, actrice française (° 14 avril 1895).
- 1982 : Ingrid Bergman, actrice suédoise (° 29 août 1915).
- 1984 :
  - Pierre Gemayel (خبيار الجميّل), homme politique libanais, plusieurs fois ministre (° 6 novembre 1905).
  - Mohammed Naguib (محمد نجيب), militaire et homme politique égyptien, premier président de la République d’Égypte, en fonction de 1953 à 1954 (° 20 février 1901).
- 1987 : Lee Marvin, acteur américain (° 19 février 1924).

### XXIesiècle
- 2001 : Francisco Rabal, acteur, réalisateur et scénariste espagnol (° 8 mars 1926).
- 2003 : Michel Constantin, acteur français (° 13 juillet 1924).
- 2004 :
  - Jean-Louis Nicot, militaire français (° 14 février 1911).
  - Hans Vonk, chef d'orchestre néerlandais (° 18 juin 1942).
- 2006 :
  - Youenn Gwernig, chanteur et poète franco-breton (° 5 octobre 1925).
  - Benjamin Rawitz (בנימין רביץ), pianiste israélien (° 24 avril 1946).
- 2007 : 
  - Huguette Galmiche, mannequine française et mère de Johnny Hallyday (° 19 mars 1920).
  - Pierre Messmer, homme politique français, premier ministre de 1972 à 1974, académicien (° 20 mars 1916).
- 2009 : Samuel « Sam » Etcheverry, joueur puis entraîneur de football canadien (° 20 mai 1930).
- 2011 :
  - Barbara Issakides, pianiste et résistante autrichienne au nazisme (° 31 mai 1914) ;
  - Pauline Morrow Austin, physicienne et météorologue américaine (° 18 décembre 1916).
- 2012 : Marie-Régina Cazabon, religieuse française (° 1910).
- 2014 : Christian Bachelin, poète et écrivain français (° 1er septembre 1933).
- 2016 : Vedat Türkali, auteur et scénariste turc (° 13 mai 1919).
- 2018 : James Mirrlees, économiste écossais (° 5 juillet 1936).
- 2021 : 
  - Edward Asner, Ron Bushy ;
  - Lee Scratch Perry.
  - Iouri Poudychev, Jacques Rogge, Lajim Ukin.
- 2022 :
  - Charlbi Dean, actrice et mannequin sud-africaine (° 5 février 1990).
  - Manzoor Hussain
  - Jai Ram Reddy.

## Célébrations

### Internationale
- Nations unies : journée internationale contre les essais nucléaires[4].

### Nationales
- Argentine : día del abogado[5] ou « journée des avocats ».
- Santo-Pietro-di-Venaco (Corse et christianisme ci-après) : pèlerinage au Monte Cardo.
- Slovaquie : fête du soulèvement national slovaque[6] commémorant le début de l'insurrection armée de la résistance slovaque contre l'occupant nazi.

### Religieuses
Christianisme :
- décollation de Saint Jean-Baptiste (catholiques, orthodoxes ; voir aussi les 24 juin voire 11 janvier par ailleurs) ;
- station dans la fondation du patriarche Jean avec  lectures de Ac. 13, (17-25) ; Mt. 14, 1-12 auxquelles s'ajouteront ultérieurement Prov. 20, 6-15 ; Mal. 4, 5-6 ; IV Rg. 13, 14(-21) ; Héb. 11, 32(-40), en mémoire d'Élisée fêté à part entière chaque 14 juin mais souvent associé à Jean-Baptiste, dans le lectionnaire de Jérusalem.

### Saints des Églises chrétiennes

#### Saints des Églises catholiques et orthodoxes
du jour, :
- Adelphe (Ve siècle), évêque de Metz en Lorraine (voir 11 septembre).
- Arcade (IIIe siècle) dit « le Thaumaturge », frère de saint Théosébios, évêque d'Arsinoé à Chypre.
- Eadwold (IXe siècle), ermite à Cerne, dans le Dorset.
- Médéric - dit aussi « Merri », « Merry » ou « Méry » -, né dans le Morvan près d'Autun, abbé de l'abbaye Saint-Martin d'Autun, fondateur d'un ermitage à Paris, sur le tombeau duquel fut élevée l'église Saint-Merri, décédé à Paris le 29 août 700.
- Sabine († 917), Religieuse.
- Sebbe (VIIe siècle), roi d'Essex en Angleterre.
- Victor (VIIe siècle), Solitaire au pays nantais.

#### Saints et bienheureux des Églises catholiques
du jour :
- Basillea - ou « Basilia » -, qui vécut à Smyrne, en Pannonie, l'actuel Mitrovica dans le Kosovo (voir les 2 janvier ; 1er janvier chez les orthodoxes, roumanophones (Vassili), etc.).
- Bronislave de Kamien († 1259) religieuse prémontré.
- Catalina Margenta Roura († 1936), bienheureuse religieuse et martyre de la guerre civile espagnole.
- Constantin Alvarez († 1936), bienheureux prêtre et martyr de la guerre civile espagnole.
- Dominik Jedrzejewski († 1942), bienheureux prêtre polonais et martyr du nazisme.
- Edmond Rice († 1844), bienheureux irlandais, fondateur de la congrégation des Frères chrétiens.
- Euphrasie du Sacré-Cœur de Jésus († 1952), carmélite et mystique indienne de la congrégation de la Mère du Carmel rattachée à l'ordre du même nom.
- Jeanne Jugan († 1879), de Saint-Servan et Cancale, fondatrice bretonne de la congrégation des Petites Sœurs des pauvres.
- François Romeo († 1936), bienheureux prêtre et martyr de la guerre civile espagnole.
- Flavien Michel Melki († 1915), prélat libanais de l'Église catholique syriaque, de la Fraternité de saint Ephrem, martyrisé pendant le génocide assyrien.
- Jean de Pérouse et Pierre de Sassoferrato († 1231), bienheureux franciscains, martyrs de ma guerre civile espagnole.
- Josefa Monrabal Montaner († 1936), bienheureuse religieuse et martyr de la guerre civile espagnole.
- Louis-Wulphy Huppy († 1794) bienheureux prêtre français martyr de la Révolution.
- María Dolores Oller Anglats († 1936), bienheureuse religieuse et martyr de la guerre civile espagnole.
- Pedro de Asúa y Mendía († 1936), bienheureux prêtre et martyr de la guerre civile espagnole.
- Richard Herst († 1628), Laïc anglais, Martyr en Angleterre.
- Sancie Szymkowiak († 1942), religieuse polonaise des Franciscaines de Notre-Dame des Douleurs[9].
- Thérèse Bracco († 1944), Vierge martyre en Ligurie en Italie.

### Prénoms du jour
Bonne fête aux Sabine et ses variantes : Sabina, Sabrina, Savina, Savine ; voire leurs équivalents masculins : Sabin, Savin, Savino.
Et aussi aux :
- Jean-Baptiste et Baptiste, Baptistin, Baptistine, etc. (on célèbre le 29 août la décollation de Jean le Baptiste ; cf. 24 juin voire 11 janvier, par ailleurs) ;
- aux Médéric et ses variantes : Médérick, Merry, Mériadec(k) (?).

## Traditions et superstitions

### Dicton
- « Pluie à la sainte-Sabine, est une grâce divine.»[10]

### Astrologie
- Signe du zodiaque : septième jour du signe astrologique de la Vierge.

## Toponymie
- Les noms de plusieurs voies, places, sites ou édifices de pays ou régions francophones contiennent la date du jour sous diverses graphies possibles : voir Vingt-Neuf-Août .